# Iulia Buciuceanu
Iulia Buciuceanu (n. 25 iunie 1931, Tighina, România – d. 18 iunie 2022, București, România) a fost o cântăreață română de operă și lied (mezzosoprană), originară din Basarabia.

## Biografie
Iulia Buciuceanu s-a născut la Tighina, Basarabia, într-o familie de muzicieni. Atât mama (Iulia) cât și tatăl (Ioan) au studiat canto și, respectiv, dirijat și compoziție, la Conservator. A avut doi frați și două surori, printre care actrița Tamara Buciuceanu.
Primii pași în lumea muzicii i-a făcut la 10 ani, când cânta în corul catedralei de la Chișinău. În anii 1947–1950, Iulia studiază la Conservatorul din Iași, avându-i ca dascăli pe Mansi Barberis și Grigori Magiari (canto), iar între 1950 și 1953 la Conservatorul din București, luând lecții de la Victor Costescu-Duca, Petre Ștefănescu Goangă (canto), Jean Rânzescu și Jean Bobescu. În 1968 a fost decorată cu Ordinul Meritul Cultural.
A fost căsătorită cu George Constantin, cu care a avut un copil, Mihai.
A decedat la 18 iunie 2022, în București.

## Distincții
- Ordinul Meritul Cultural clasa a IV-a (12 septembrie 1968) „pentru merite deosebite în activitatea muzicală”[7]

## Carieră artistică
Iulia Buciuceanu debutează la 21 decembrie 1960 la Opera Română din București în rolul Kneaghina din Rusalka de Aleksandr Dargomîjski. Continuă să activeze ca solistă la Opera Română până în 1982.
Repertoriul său include următoarele opere:
- Dama de pică (Milovzor, 1953)
- Lakmé (Malika, 1955)
- Nunta lui Figaro (1956)
- Evgheni Oneghin (Olga, 1958)
- Falstaff (Meg, Quicky, 1959)
- Cavalleria rusticana (Lola, 1960)
- Maeștrii cântăreți din Nürnberg (Magdalena, 1960)
- Bal mascat (Ulrica, 1963)
- Gianni Schicchi (Zita, 1966)
- Liliacul (Orlofski, 1967)
- Apus de soare (Doamna Maria, 1968)
- Povestirile lui Hoffmann (Niklasuse, Muza, 1968)
- Decebal (Drigisa, 1969)
- Tannhäuser (Venus, 1970)
- Flautul fermecat (Doamna III, 1971)
- Olandezul zburător (Mary, 1972)
- Bălcescu (Zinca, 1974)
- Dreptul la dragoste (Mița, 1975)
- Hamlet (Gertrude, 1975)
- Andreea Chanier (Constea, 1975)
- Walkiria (Fricka, 1976)
- Dragoste și jertfă (1977)
- Conu Leonida față cu reacțiunea (1978)
- Horia (1980)
- Conacul cu stafii (Paharniceasa, 1979)
- Căsătoria secretă (Fidalma, 1980)
- Orfeu (Medeea, Orfeu, 1981)
- Aida (Amneris)
- Rigoletto
- Don Carlos
- Trubadurul
- Madame Butterfly
- Viață pentru țar
- Boris Godunov (Feodor)
- Oedip
- Vlad Țepeș
- Răscoala
- Cneazul Igor (Konceakovna)

Pe parcursul carierei sale, Iulia Buciuceanu a colaborat cu dirijorii K. Kondrașin, M. Rostropovici, I. Barbiroli, Egizio Massini, Jean Bobescu, Constantin Silvestri, G. Georgescu, Mihai Brediceanu și cu soliștii G. Vișnevskaia, V. Teodorian, N. Herlea, Z. Pally, E. Cernei, C. Gabor, V. Sârbu, I. Stoian etc. A avut turnee în Ungaria, Iugoslavia, Olanda, Belgia, Italia, Norvegia, Finlanda, Grecia, Turcia, Mongolia, Polonia, Coreea de Sud, Bulgaria, Franța, Turcia, Germania, Rusia (inclusiv nouă stagiuni consecutive la Teatrul Bolșoi din Moscova).
Iulia Buciuceanu este laureată a Concursului Internațional de Canto de la Viena (1959), a Festivalului „Primăvara de la Praga" (1960), a Concursului Internațional de la Sofia și a Festivalului de Operă de la Helsinki (1962). De asemenea, a câștigat Marele Premiu la Concursul Internațional de Canto de la Toulouse (1962).
Grigore Constantinescu i-a dedicat volumul biografic „Iulia Buciuceanu-portrete în dialog”.

## Aprecieri critice
Muzicologul Grigore Constantinescu notează că „numeroși critici și-au exprimat admirația față de cariera lirică” a Iuliei Buciuceanu:
„Iulia Buciuceanu, dezinvoltură actoricească și din nou o foarte bună ținută vocală.”—Ada Brumaru
„...mezzo-soprana Iulia Buciuceanu, a vădit, la rândul ei, în rolul vrăjitoarei Ulrica, o preocupare tot mai accentuată pentru adâncirea măiestriei sale profesionale.”—Edgar Elian
„Muzical, rolul Doamnei Maria ne-a fermecat cel mai mult, și mezzo-soprana Iulia Buciuceanu a reușit să se autodepășească, înscriindu-și poate majora realizare artistică.”—Viorel Cosma
„Prințul Orlofski a avut în Iulia Buciuceanu o interpretă de ținută, care a putut să dea anumitor cuplete un grad superior de savoare...
Prietenoasa muză numită Niklaus – Iulia Buciuceanu – are ceva sincer și direct în expresie, evocând mai presus de toate chipul poetului...”—Alfred Hoffman
„Distribuția echilibrată, judicios gândită, a reliefat câteva promițătoare creații. Iulia Buciuceanu, în Fricka, impune atât prin concepția vie, dramatică, a rolului, cât mai ales prin egalitatea și amplitudinea vocală.”—Viorel Cosma